# Piotr Skrzynecki

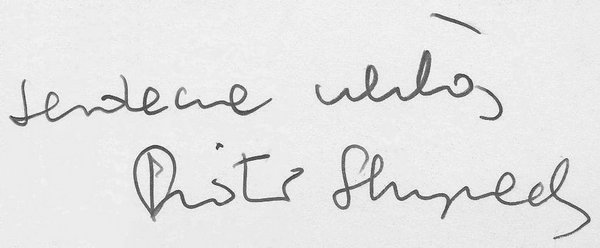
Serdeczne ukłony, autograf Piotra Skrzyneckiego z 1980 r.

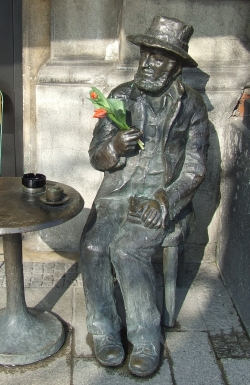
Pomnik przed kawiarnią „Vis-à-vis” przy Rynku Głównym w Krakowie

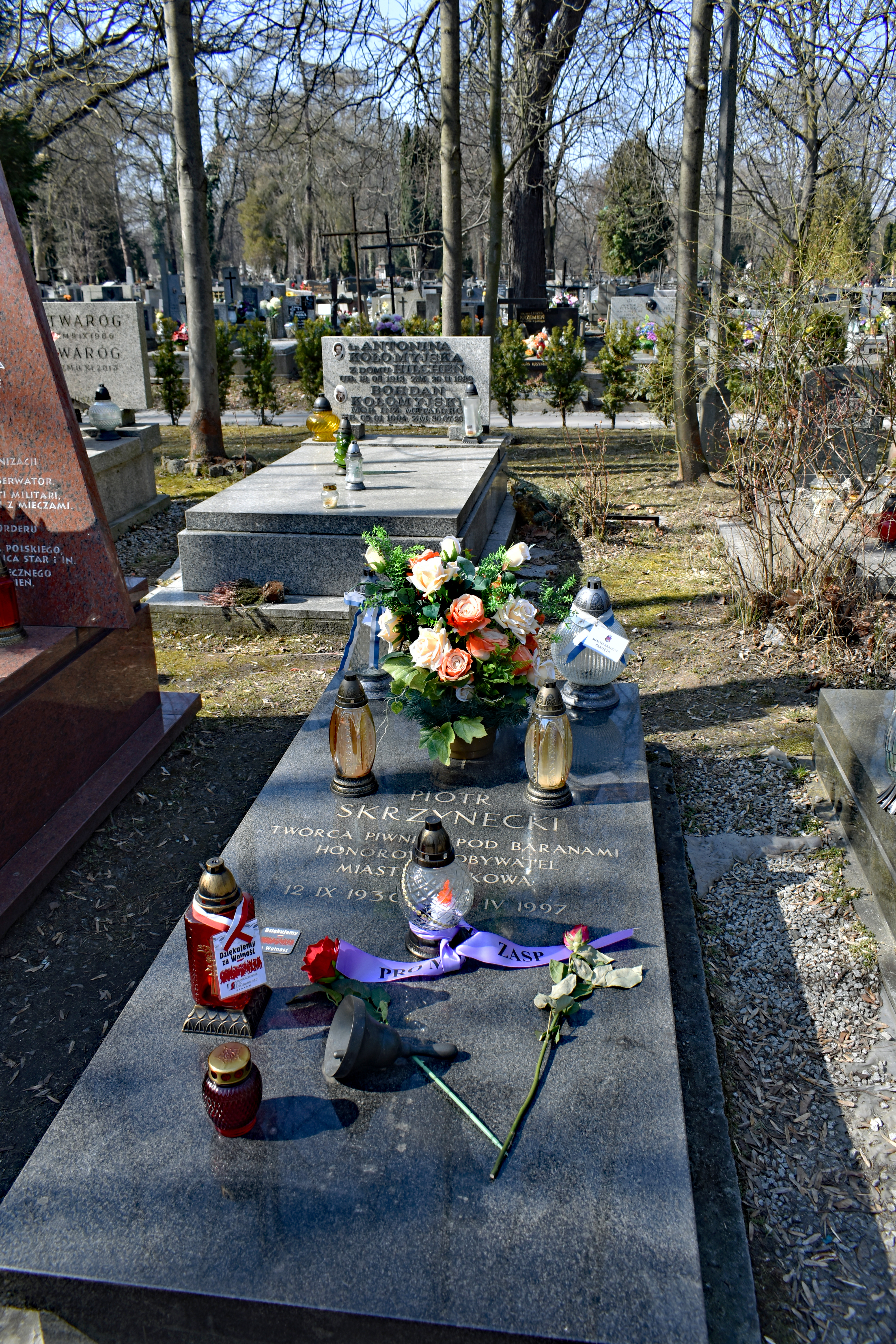
Cmentarz Rakowicki-Aleja Zasłużonych
Grób Piotra Skrzyneckiego

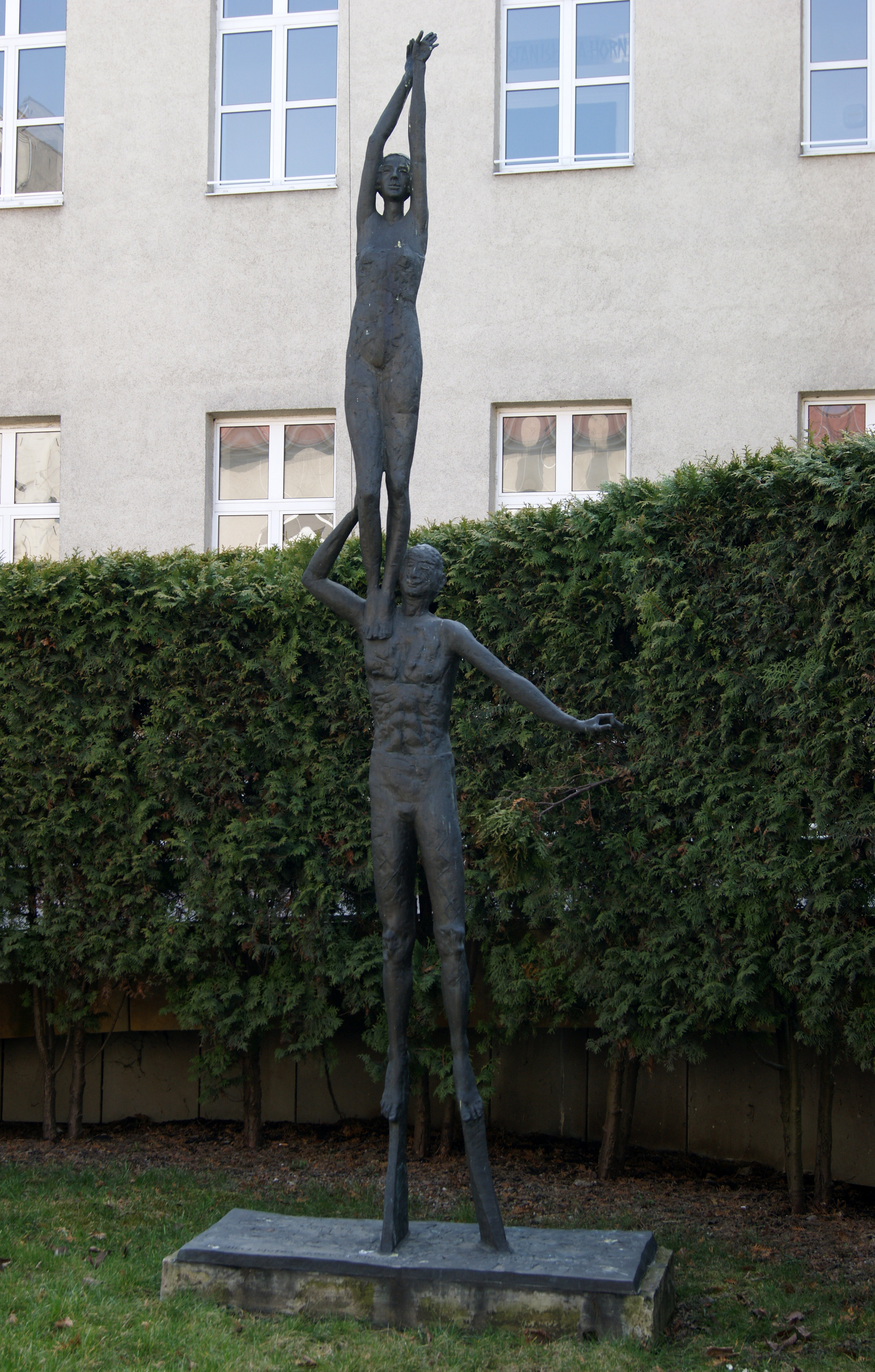
Rzeźba przy ulicy Skawińskiej w Krakowie

Piotr Cezary Skrzynecki (ur. 12 września 1930 w Warszawie, zm. 27 kwietnia 1997 w Krakowie) – polski reżyser i scenarzysta, twórca i kierownik artystyczny kabaretu „Piwnica pod Baranami” (1956).

## Życiorys
Syn Mariana Skrzyneckiego, podpułkownika kawalerii Wojska Polskiego i Magdaleny Adeli Endelman, pochodzącej z zasymilowanej rodziny żydowskiej. Miał jednego starszego brata – Józefa. Dzieciństwo spędził w Mińsku Mazowieckim, rozdzieliła ich wojna, Piotr wychowywał się w Makowie Podhalańskim, potem w Zabrzu. Ostatecznie zamieszkał z matką w Łodzi. Rozpoczął tam studia w Wyższej Szkole Ekonomicznej, ale przeniósł się do Państwowej Szkoły Instruktorów Teatrów Ochotniczych przy Państwowej Wyższej Szkole Teatralnej w Łodzi. W 1951 r. po jej ukończeniu przybył do Krakowa. Organizował i prowadził tu (także w Nowej Hucie) robotnicze teatrzyki amatorskie i zespoły artystyczne. Studiował przez 5 lat historię sztuki na Uniwersytecie Jagiellońskim u profesora Karola Estreichera. Studiów tych nie ukończył z powodu braku zaliczenia studium wojskowego.
W 1956 r. zorganizował wraz z przyjaciółmi w podziemiach Krakowskiego Domu Kultury mieszczącego się w pałacu „Pod Baranami” przy Rynku Głównym klub artystyczny jako miejsce spotkania studentów Akademii Sztuk Pięknych, szkoły muzycznej, historii sztuki, architektury. Klub ten szybko przemienił się w znany kabaret „Piwnica pod Baranami”. Jego charyzma, niezwykły intelekt i instynkt, wyczucie literatury, oryginalny gust i smak powodowały, że Piwnica ściągała tłumy. W czarnym kapeluszu z piórkiem, w pelerynie, z nieodłącznym dzwoneczkiem tworzył niepowtarzalny klimat miejsca, gdzie się wraz z innymi piwniczanami znajdował.
W latach 1956–1968 współpracował z redakcjami krakowskich czasopism jako krytyk sztuk plastycznych oraz autor publikacji z dziedziny sztuki. W „Echu Krakowa” prowadził w latach 1956–1981 własną rubrykę pt. Echo Piwnicy pod Baranami, którą od 1984 jako Głos Piwnicy pod Baranami kontynuował w kwartalniku „Kraków”, a ostatecznie w „Dzienniku Polskim” (pt. Dziennik Piwnicy pod Baranami).
W latach 1976–1986 organizował bale jubileuszowe z okazji rocznicy powstania kabaretu, obchodzone m.in. na scenie Starego Teatru.
Wystąpił w filmach dokumentalnych i fabularnych, m.in.
- Kalosze szczęścia, reż. Antoni Bohdziewicz z 1958
- Zielona ziemia Filipa Bajona z 1978[3]
- Aria dla atlety Filipa Bajona z 1979
- Sukcesja Márty Mészáros z 1980
- Zawsze w sobotę czyli pamiętnik Piotra S. Andrzeja Maja z 1981
- Epitafium dla Barbary Radziwiłłówny Janusza Majewskiego z 1983
- Przewodnik Tomasza Zygadły z 1984 (film o Piotrze Skrzyneckim)
- Piwnica pod Baranami Piotra Skrzyneckiego Antoniego Krauzego (czteroczęściowy film o Piwnicy)
- Rozmowy z Piotrem[4] Wojciecha Morka z 1992
- Spis cudzołożnic Jerzego Stuhra z 1994

Reżyser i współautor scenariusza (z Janiną Garycką) filmu Dwa pawie na złotym sznurku (1989) nagrodzonego na XXIX Ogólnopolskim Festiwalu Filmów Krótkometrażowych.
Inicjator pomysłów i imprez organizowanych z okazji „nieprawdopodobnych” i nieokrągłych rocznic, np.
- odtworzenie wjazdu do Krakowa księcia Józefa Poniatowskiego (1980)
- powtórka jubileuszu Józefa Ignacego Kraszewskiego w ratuszu pod portretami cesarza Franciszka Józefa i cesarzowej Elżbiety
- inscenizacja przysięgi Tadeusza Kościuszki (1992)
- feta na cześć „szału uniesień” w stulecie powieszenia kurtyny w Teatrze im. Juliusza Słowackiego
- inscenizacja hołdu pruskiego
- święto kopców
- 293. rocznica odsieczy wiedeńskiej
- 93. rocznica pojawienia się światła elektrycznego w Krakowie

Mistrz aranżacji niepowtarzalnych obchodów własnych imienin i urodzin organizowanych nocą w formie koncertu, balu, zakończonych kuligiem czy ogniskiem za każdym razem urządzanych w innym miejscu, np.
- na straganach Nowego Kleparza
- na statku na Wiśle
- na Kopcu Piłsudskiego
- w Ogrodzie Botanicznym
- pod Mostem Dębnickim
- na Zamku Pieskowa Skała
- na ulicy Floriańskiej w formie „Nocy Paryskiej”
- na Dworcu Głównym
- na Plantach

Stały się one tradycją Krakowa i po śmierci artysty obchodzone są w formie urodzinowych lub imieninowych koncertów w Teatrze im. J. Słowackiego pod nazwą „Koncert dla Piotra S.”.
Na ostatnie 5 lat życia, Klinika Chorób Wewnętrznych CM UJ w Krakowie prof. Andrzeja Szczeklika stała się dla Skrzyneckiego drugim domem. Nazywał ją „hotelem snów”. Profesor Jacek Musiał i dr Wiesław Królikowski opiekowali się nim do końca.
Zmarł na raka wątroby. 6 maja 1997 r. został pochowany w alei zasłużonych na cmentarzu Rakowickim w Krakowie (kwatera LXIX pas C-2-4), po mszy w kościele Mariackim, którą odprawił ks. Mieczysław Maliński.

## Wyróżnienia, odznaczenia
Z zespołem kabaretu objechał niemal pół świata, wszędzie zdobywając uznanie, nagrody i sukcesy.
- Zasłużony Działacz Kultury (1968)
- Złota Odznaka „Za pracę społeczną dla Miasta Krakowa” (1981)
- Nagroda Miasta Krakowa (1981)
- Honorowy Obywatel Miasta Mińsk Mazowiecki (1991)
- Honorowy Obywatel Miasta Krakowa (1994)[8]
- Krzyż Komandorski z Gwiazdą Orderu Odrodzenia Polski (pośmiertnie, 2016)[9][10]

## Pomniki artysty
- pomnik Piotra Skrzyneckiego w Krakowie siedzącego przy stoliku pod ścianą, w ogródku kawiarni „Vis-à-vis” w Rynku Głównym w Krakowie
- rzeźba ufundowana przez profesora medycyny Andrzeja Szczeklika, kierownika II Katedry Chorób Wewnętrznych CM UJ w Krakowie, stojąca przed budynkiem przy ul. Skawińskiej 8. Wyrzeźbił ją w 1998 Karol Gąsienica Szostak
- odsłonięty w 2000 pomnik piwniczan (pomysł pomnika zaproponował Piotr na 40-lecie Piwnicy) wykonany przez profesora ASP Bronisława Chromego (m.in. twórcy kabaretu w 1956, przedstawiający ok. 50 głów żywych i zmarłych przyjaciół i artystów „Piwnicy”. Głowa Piotra Skrzyneckiego rozpoznawana jest po dzwonku (każda „wyrasta” z symbolu związanego z tym, czym dana postać zaznaczyła w życiu swoją obecność). Pomnik stoi w Parku Decjusza przed galerią artysty.
- Pomnik Piotra Skrzyneckiego w Mińsku Mazowieckim bliźniaczy do krakowskiego, przedstawiający siedzącego Piotra S. przed gmachem Miejskiej Szkoły Artystycznej gdzie znajduje się sala koncertowa jego imienia. Pomnik został podarowany w 2020 r. przez polskiego kompozytora Zbigniewa Preisnera na rzecz WOŚP, a następnie wylicytowany przez firmę KONSTANS, która przekazała pomnik Miastu Mińsk Mazowiecki z okazji jubileuszu 600-lecia miasta.

## Pamięci artysty

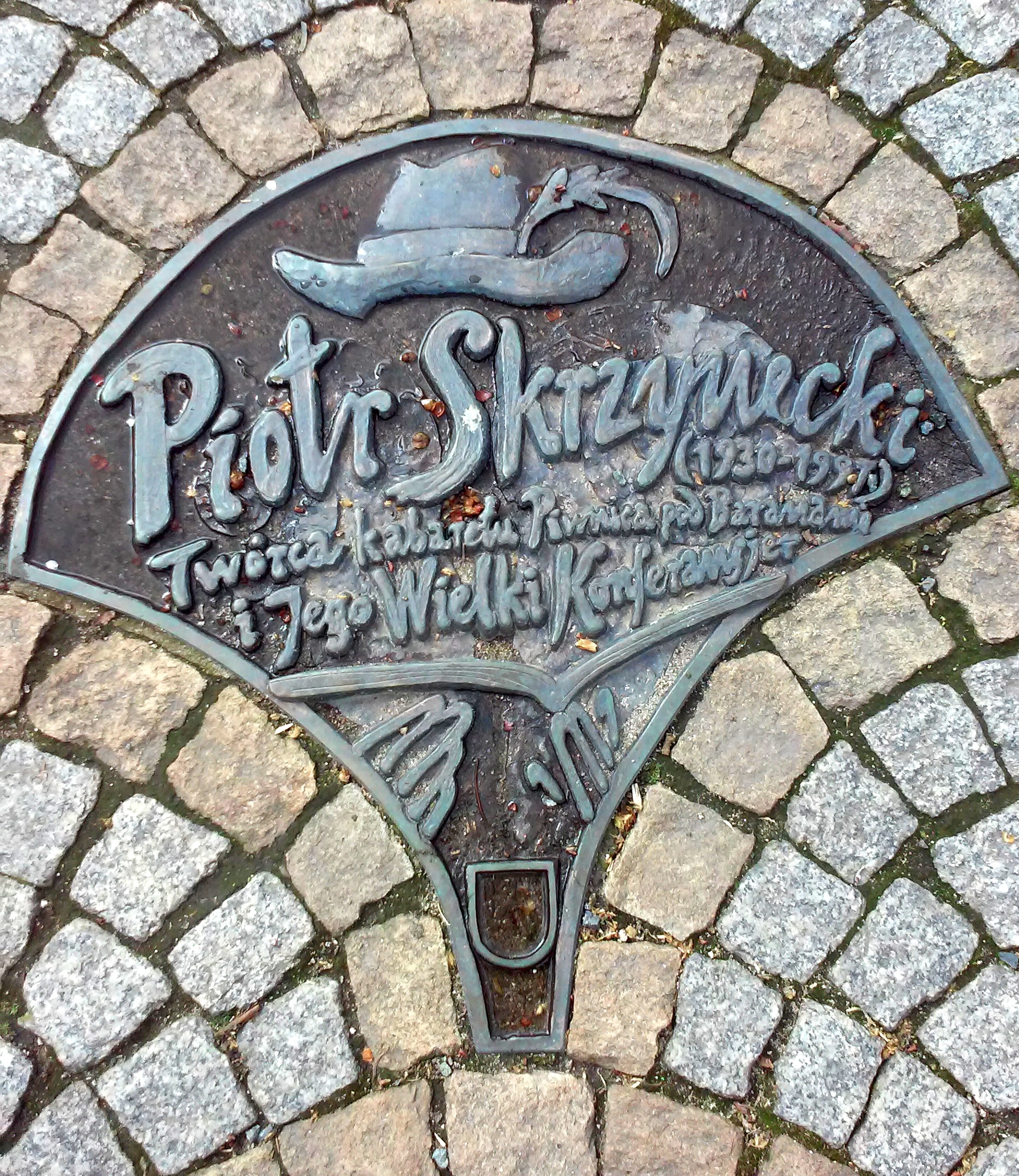
Tablica pamiątkowa w Alei Gwiazd Satyrykonu na głównym deptaku Legnicy (ul. Najświętszej Marii Panny)

- 24 sierpnia 2020 roku w Piwnicy pod Baranami P. Skrzynecki pośmiertnie uhonorowany został specjalnym dyplomem: „Honorowy Świadek Koronny Polskiej Kultury”, sygnatariuszami dokumentu byli: przewodniczący kapituły nagrody J.Pijarowski, dyrektor Piwnicy Pod Baranami – Bogdan Micek, oraz wielu artystów (między innymi: Milo Kurtis, Piotr Lekki, Waldemar Knade, Sebastian Kudas, Agata Ślazyk, Jakub Marszałek, Roman Kawalec, Marek Michalak).
- Opinia Doroty Terakowskiej: „Legendarny twórca Piwnicy pod Baranami był artystą niepowtarzalnym, całkowicie wolnym i niezależnym, żył bez obowiązków, bez zegarka i kalendarza, bo jedyne trwałe i poważne więzy łączyły go tylko z własnym kabaretem, a najważniejsza dla niego była tylko chwila, która właśnie trwała”
- Książka biograficzna Piotr Joanny Olczak-Ronikier wydana w 1998 przez Wydawnictwo Literackie Kraków
- Festiwal Piotra Skrzyneckiego w Mińsku Mazowieckim, organizowany cyklicznie od 2009 r. przez Miejski Dom Kultury w Mińsku Mazowieckim.
- Piosenki
  - Blagier, słowa: Leszek Wójtowicz
  - Nocne telefony do Piotra S., słowa: Leszek Długosz, muzyka: Zygmunt Konieczny
  - Konwalie, bzy albo pet, słowa: Jan Nowicki, muzyka: Jan Kanty Pawluśkiewicz
  - Piotr, słowa: Zbigniew Preisner, muzyka: Zbigniew Preisner
  - Piotrowi, słowa: Wiesław Dymny
  - Plac na Groblach, wyk. Grzegorz Turnau
  - Żal za Piotrem S., wyk. Pod Budą
  - Kolęda dla Piotra, słowa: Jan Nowicki, muzyka: Zbigniew Preisner